# Vědomice
Vědomice (deutsch Wiedomitz) ist eine Gemeinde in Tschechien. Sie liegt anderthalb Kilometer nördlich von Roudnice nad Labem an der Elbe und gehört zum Okres Litoměřice.

## Geographie
Das Dorf befindet sich rechtselbisch gegenüber der Raudnitzer Elbinsel in der Elbschleife. Östlich des Dorfes führt die Staatsstraße 240 zwischen Roudnice nad Labem und Litoměřice vorbei. Südöstlich liegt das Raudnitzer Wehr und die Elbbrücke.
Nachbarorte sind Černěves und Zavadilka im Norden, Kyškovice im Nordosten, Dobříň im Osten, Bezděkov im Südosten, Roudnice nad Labem im Süden, Podlusky im Südwesten sowie Židovice im Nordwesten.

## Geschichte
Erstmals urkundlich erwähnt wurde Vědomice 1555 in einem Eintrag in der Landtafel, worin auch erwähnt wurde, dass das Dorf 1505 zusammen mit der Herrschaft Roudnice aus dem Nachlass des Puta von Schwihau an dessen Sohn überging.
Vědomice befand sich jenseits der zu Zeiten Jan IV. von Draschitz errichteten Steinbrücke, die über die Elbe ins Gebiet Zálabí führte. Das Dorf gehörte zur Herrschaft Roudnice und wurde mit ihr 1577 an Wilhelm von Rosenberg verkauft. Über dessen Witwe Polyxena von Lobkowicz gelangte der Ort an die Lobkowicz, die bis zur Ablösung der Patrimonialherrschaften im Jahre 1848 dessen Besitzer blieben. Anschließend erfolgte die Verwaltung der fürstlichen Güter in Vědomice von Brozany nad Ohří aus. 1906 bis 1910 erfolgte der Bau der eisernen Elbbrücke, die die steinerne ersetzte.
In der 2. Hälfte des 20. Jahrhunderts wurde Černěves eingemeindet, das sich 1992 wieder loslöste.

## Ortsgliederung
Für die Gemeinde Vědomice sind keine Ortsteile ausgewiesen. Grundsiedlungseinheiten sind Vědomice (Wiedomitz) und Zavadilka.